# SlimBrowser
SlimBrowser est un navigateur web à onglets publié par FlashPeak initialement basé sur le moteur de rendu Trident de Microsoft. Il comprend une importante collection de services, tels qu'un bloqueur intégré de popup et de pubs, un gabarit d'habillage, un remplisseur de formulaires électroniques, un agrégateur de sites, des fonctions de recherche, login automatisé, des commandes natives, l'exécution de scripts, traduction en ligne, filtre des sites via des listes noires/listes blanches et alias des URL. On peut retrouver les derniers sites ouverts ou des sites fréquemment visités ou les derniers sites fermés. Certaines autres fonctions sont plus primaires.
En 2010, SlimBrowser fut l'un des 12 navigateurs offerts comme alternative aux utilisateurs européens de Microsoft Windows
En 2013 les deux auteurs planchent sur une version basée sur Chromium qui remplacerait définitivement SlimBrowser, ce projet s'appelle Slimjet
En 2019, après près de 4 ans d'inactivité, les développeurs sortent une nouvelle version de SlimBrowser cette fois-ci basée sur le moteur de rendu Gecko (sur lequel est basé Mozilla Firefox).